# اچ‌ام‌اس جاستیس (دبلیو۱۴۰)
اچ‌ام‌اس جاستیس (دبلیو۱۴۰) (به انگلیسی: HMS Justice (W140)) یک کشتی بود که طول آن ۱۶۵ فوت ۵ اینچ (۵۰٫۴۲ متر) بود. این کشتی در سال ۱۹۴۳ ساخته شد.